# Sinhogarismo

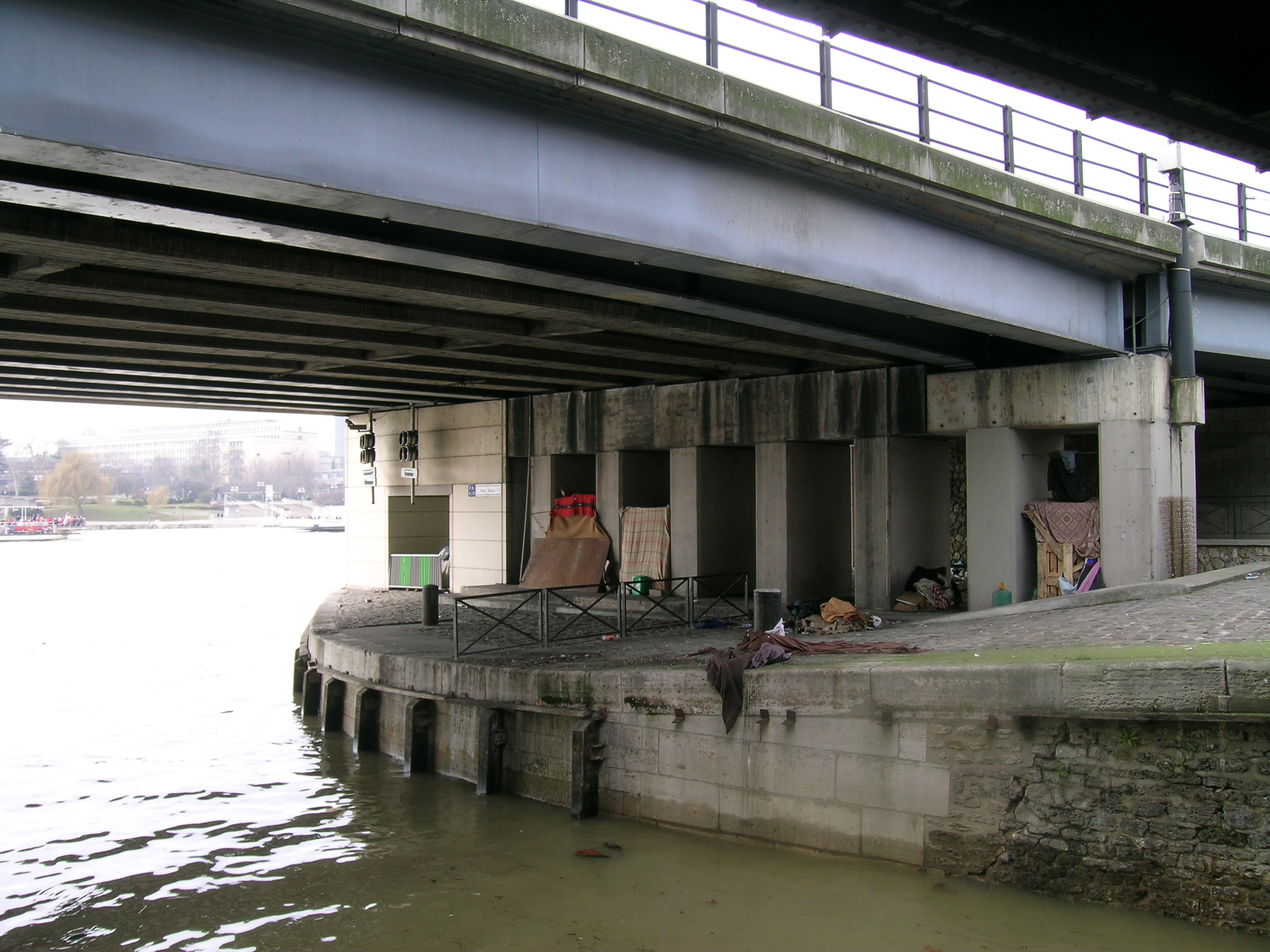
Lugar donde personas en situación de calle viven bajo un puente en París (se ilustra el caso del Pont Morland).

El sinhogarismo, también conocido como sintechismo, se refiere al fenómeno social de las personas que carecen de un lugar permanente para residir y que se ven obligadas a vivir a la intemperie, ya sea en la calle, en los portales de viviendas o temporalmente en albergues, normalmente a causa de una ruptura encadenada, brusca y traumática de sus lazos económicos, familiares y sociales. Generalmente, esta condición va acompañada además de la carencia de un medio de vida.

## Semblanza de la persona en situación de calle
Es el nivel máximo de exclusión social y marginación que realiza una sociedad moderna. En los países occidentales, la amplia mayoría de las personas en situación de calle son varones (75-80 %), los varones solteros estando particularmente afectados, y en la actualidad los migrantes en situación irregular.
El miedo a revivir situaciones traumáticas suele provocar en esta persona rechazo (de distintos grados, según los casos) a volver a intentar llevar una vida laboral y a rehacer relaciones familiares y sociales.

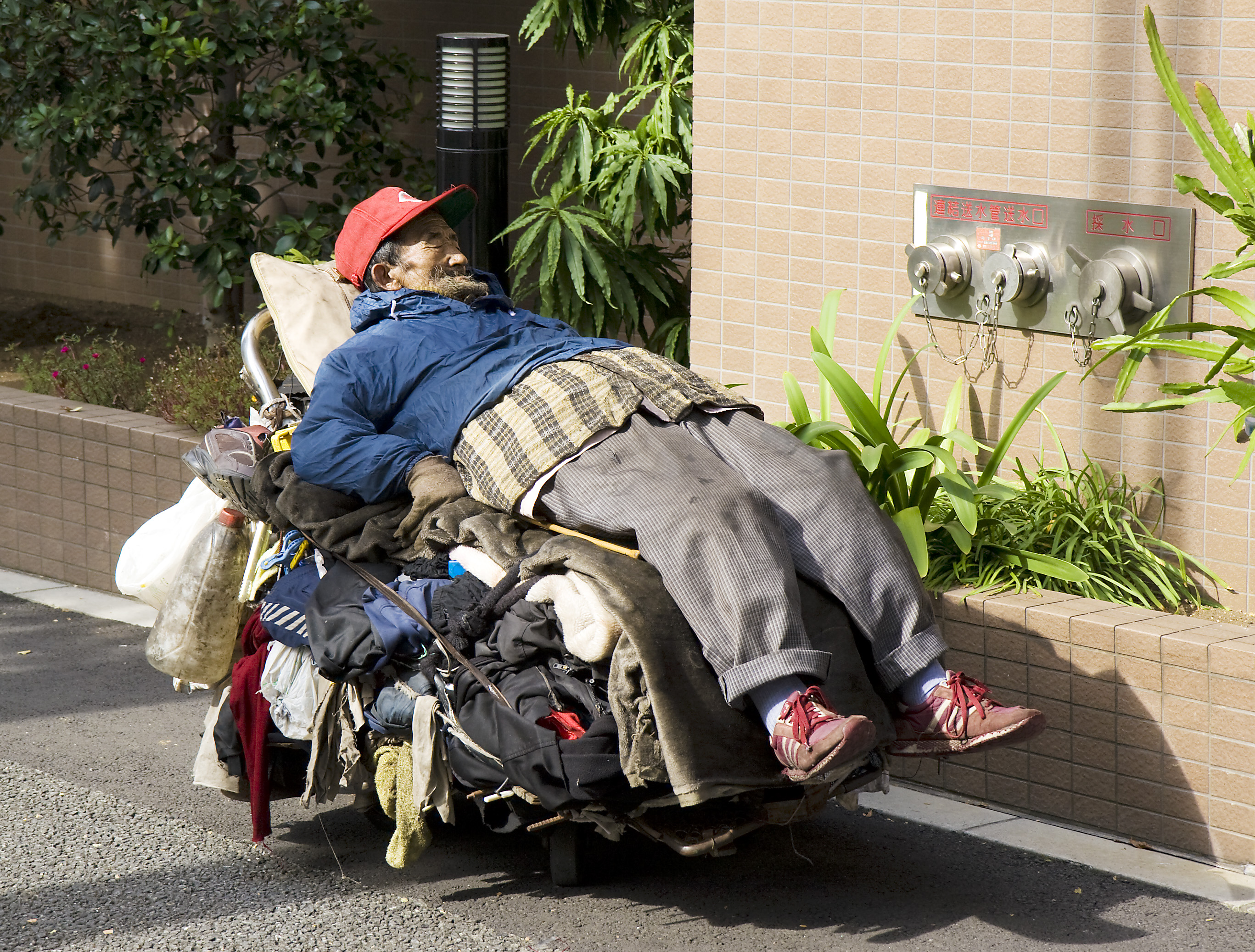
Una persona sin hogar en las calles de Tokio.

## Terminología
A lo largo de la historia las personas que se hallan en estas condiciones de estar bajo la línea de la pobreza han recibido distintos nombres, entre otros los siguientes:
- Migrante ilegal: En el siglo XXI diferentes corrientes migratorias han fomentado el ingreso de migrantes ilegales a países con mejor estándar de vida.

- mendigos: se trata de un concepto que se considera incorrecto, ya que solo una minoría de estas personas ejerce la mendicidad de forma habitual;

- vagabundos: se considera incorrecto utilizarlo para este grupo, ya que muchas de estas personas son más sedentarias que nómadas, es decir, pueden permanecer años y décadas en el mismo portal, cajero o rincón;

- carrilero: se refiere a las personas que recorren los carriles y que también vagabundean, no solo entre las calles, sino entre ciudades; tampoco es generalizable, aunque haya personas sin hogar que sí cambian de lugar con cierta frecuencia, hay otras muchas que no lo hacen;

- transeúntes: es un término probablemente tan incorrecto como lo es vagabundo; pone especial énfasis en que la mayoría de las personas sin hogar viven en las calles; no tiene por qué ser así, porque algunas residen en albergues;

- indigentes: es un término demasiado general, ya que indigente también puede ser una persona que viva con su familia en una chabola o una persona inmigrante con un trabajo precario; un indigente no tiene por qué ver rotos sus lazos familiares y laborales de una forma tan extrema; además, este término suele relacionarse con carencias más materiales, cuando probablemente el problema más subrayado en las personas sin hogar no es la indigencia, sino la falta de autoestima, de voluntad y de relaciones sociales;

- sin techo:[8] es un término muy utilizado en los años recientes en los ámbitos académicos y periodísticos; subraya sobre todo la carencia material de un lugar donde dormir, pero se considera que las personas sin hogar tienen muchas más carencias como son las relaciones familiares, las relaciones sociales y la vida laboral. Además, el término sin techo también podría englobar a personas tan dispares como los pastores nómadas o cualquier grupo de población que viva a la intemperie;

- personas en situación de calle: se refiere a las personas que habitan en las calles y transitan desde hospederías y residencias solidarias hacia la calle y viceversa; son personas que hacen de la vida en la calle un espacio vital de desarrollo de la identidad; la mayor parte de las ONG y muchas instancias gubernamentales utilizan este término;

- persona sin hogar: buena parte del movimiento asociativo español ha adoptado este término porque consideran[9] que la carencia más grande no es solo la de un techo, sino la de no tener una familia y un trabajo, es decir, un hogar;
- habitantes de calle o habitabilidad de calle: este concepto fue planteado para diferenciar las dinámicas "en calle" de ciertas poblaciones (personas que habitan el espacio público), frente a habitar la calle permanentemente (de calle), como son las personas que satisfacen todas sus necesidades vitales a partir de la calle, finalmente, en Colombia, en el Distrito Capital, bajo la mirada de una política pública y aludiendo a la complejidad de este fenómeno social se habla de habitabilidad de calle.

## Causas

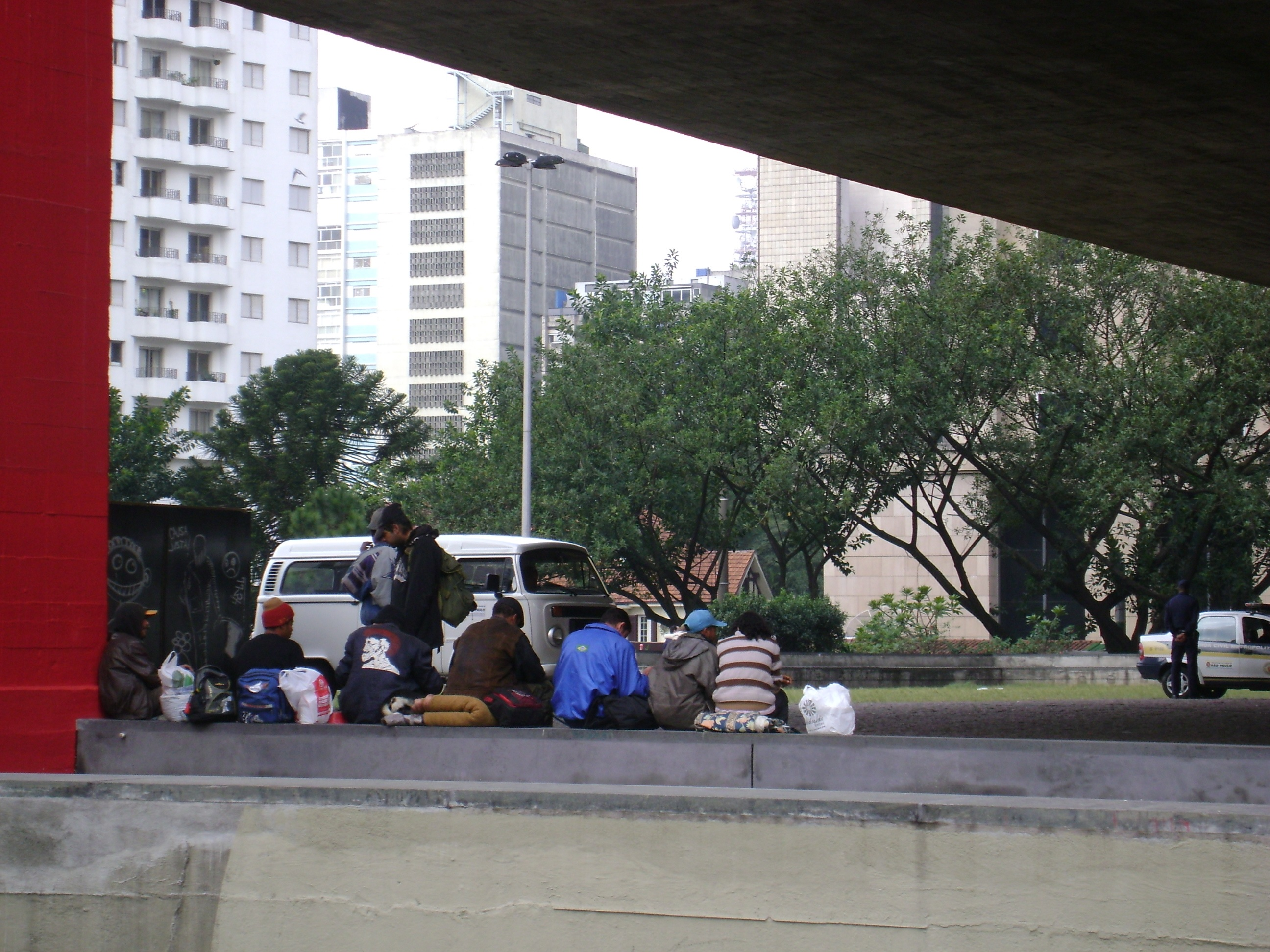
Personas sin hogar en Sao Paulo, Brasil.

Se suele insistir en que las razones por las que estas personas se encuentran en esta situación son rupturas de lazos de cuatro tipos:
- Ruptura de lazos familiares y personales. No tienen una relación habitual o no mantienen ya ningún contacto con su familia directa e indirecta. Puede deberse a la muerte de uno o varios miembros, a una pelea familiar, a la distancia que les separa, a una adicción, a una enfermedad o trastorno físico o mental, etcétera.

- Ruptura de lazos laborales. Las personas sin hogar no tienen empleo o no tienen un empleo fijo que les proporcione ingresos estables. Aunque, probablemente, lo tuvieron. Se calcula que un 10 % de estas personas tiene incluso estudios universitarios.

- Ruptura de lazos sociales. La persona sin hogar (antes o después de serlo) puede perder sus amigos o puede tener dificultades institucionales (problemas judiciales o con la policía). Puede ser un proceso gradual o una ruptura brusca porque sus amigos le den la espalda al no aceptar su situación.

En psicología suele denominarse a estos acontecimientos sucesos vitales estresantes. Se trata de rupturas que pueden y suelen caracterizarse por tres rasgos:
- Son encadenadas, es decir, una ruptura puede conducir a otra. Por ejemplo, la pérdida del trabajo puede provocar que la persona pierda los lazos familiares o, a la inversa, una fuerte ruptura familiar (por una muerte, una pelea, un maltrato, una adicción) le lleva a la persona a perder también el trabajo por no poder realizarlo correctamente debido a sufrir una profunda depresión.

- Son traumáticas. Provocan un alto sufrimiento psicológico en la persona, de manera que su voluntad puede verse de tal manera debilitada que no encuentra motivación para volver a rehacer sus lazos y llevar una vida digna. Además, la vida en la calle suele agravar aún más esta apatía.

- Son bruscas. Puede que la persona haya vivido varios grandes traumas encadenados y alejados en el tiempo durante su vida, pero probablemente uno de ellos le lleva directamente a la calle. Es decir, vivir en la calle no es algo meditado, sino una solución precipitada para alejarse del dolor o la única opción tras ser expulsada de su lugar de residencia habitual.

## El perfil de las personas sin hogar
Por la naturaleza de este problema, resulta muy difícil llevar a cabo investigaciones que consigan abarcar todos los aspectos del problema.

### Por país

#### Chile
Según cifras del Ministerio de Planificación y Cooperación, en Chile existían 12 423 personas viviendo en «situación de calle» en 2011, incluidos 785 menores de edad. El 84 % de los catastrados correspondía a hombres. La mayoría (46,5 %) se concentraba en la Región Metropolitana de Santiago, seguida de la Región de Valparaíso (8,0 %) y la Región del Biobío (7,1 %). En 2003 la cifra llegaba a 7254 personas, mientras que en 2010 la cifra fue de unas 15 mil personas.
El gobierno de Chile ha trabajado constantemente con las organizaciones de la sociedad civil para visualizar una pobreza no contemplada por las políticas sociales. Asimismo, ha trabajado para adecuar las políticas de protección social existentes —vía Chile Solidario— a las particularidades de la población.

#### España

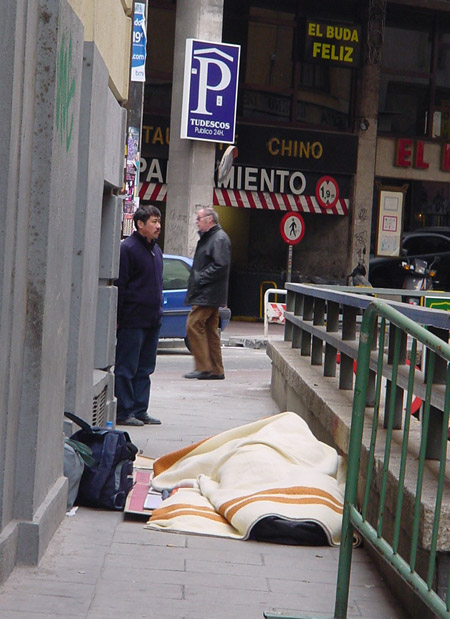
Persona sin hogar durmiendo a la intemperie en la zona de Callao de Madrid, en enero de 2006.

En España apenas existen estudios oficiales de las características de este colectivo. Tanto es así que el número de personas sin hogar en España, según la fuente que se consulte, puede oscilar entre 20 000 y 30 000 personas en toda España y entre 2000 y 9000 personas en Madrid.
Según datos de diciembre de 2005 del Instituto Nacional de Estadística español, el 82,7 por ciento de las personas sin hogar son varones. La edad media de este colectivo es de 37,9 años y sus ingresos medios son de 302 euros al mes.
Además:
- casi la mitad de esta población tienen hijos (46 por ciento), aunque solo una décima parte viven con ellos;
- el 30 por ciento de las personas sin hogar es abstemia y nunca ha consumido sustancias adictivas;
- el 37,5 por ciento llevan más de tres años sin alojamiento propio;
- la mitad de la población sin hogar busca trabajo;
- el 51,8 por ciento son españoles y el 48,2 por ciento son extranjeros;
- los extranjeros sin hogar llevan, de media, tres años y siete meses en España y un año y once meses en la comunidad autónoma donde se les ha localizado.

Dicha investigación realizó un muestreo de los usuarios de centros de acogida de ciudades de más de 20 000 habitantes; por tanto, tiene el sesgo de las personas que, aunque cumplen con los criterios de la definición dada en dicha investigación de "persona sin hogar", no son usuarios de los centros de acogida (posiblemente un porcentaje alto).
Según el estudio "Personas sin Techo en Madrid" de Pedro Cabrera y Mª José Rubio, profesores de sociología de la Universidad Pontificia de Comillas:
- el 82 por ciento son varones;
- la edad media de quienes viven sin techo está en torno a los 41 años:
  - 33 años, en el caso de quienes tienen alguna farmacodependencia;
  - 48 años, en el caso de quienes padecen alguna enfermedad mental que viven sin techo;
- el 18 por ciento de quienes viven en la calle son mujeres y, entre ellas, son relativamente numerosas las ancianas mayores de 65 años;
- el 80 por ciento de quienes viven en las calles de Madrid son españoles.

Esta investigación combinó métodos cualitativos y cuantitativos y realizó barridos sistemáticos a diferentes horas del día a lo largo de una semana de referencia, abarcó las zonas céntricas de Madrid e incluyó, según el estudio, "sus manifestaciones más visibles y notorias"; por tanto, dicho estudio no llega al fenómeno en ambientes rurales ni en zonas marginales de las grandes ciudades.

#### Bilbao
En cuanto a Bilbao, ciudad en la cual se propone el proyecto de intervención y que tiene una población total de 346.843 habitantes según el padrón de 2019, se observa que tras la crisis económica que sufrió el Estado en 2008 se disparó el número de intervenciones con Personas Sin Hogar por parte de los Servicios Sociales y asociaciones (2013).
Según los datos obtenidos por el Ayuntamiento de Bilbao (2013), se visualiza la misma curvatura que ocurre en el resto de España. Tras la crisis del 2008, la llegada de inmigración descendió y por falta de empleo, tanto para autóctonos como para extranjeros, las personas, terminaron en calle. Por lo que, se representa el aumento de Personas Sin Hogar que se tuvieron que atender desde dispositivos sociales. Ese incrementa ha ido aumentando cada año.
Durante todos estos años, los datos recogidos ponen en manifiesto la gran cantidad de hombres que carecen de recursos comparando con el porcentaje de las mujeres. Pero, ¿estos datos son ciertos? Ellas se han visto invisibilizadas en las metodologías de la recogida de datos, debido a que en estas sistemáticas no se tienen en cuenta muchas situaciones que son consideradas como sinhogarismo tal como menciona Emakunde-Instituto de la mujer (2019). Algunos ejemplos, podrían ser aquellas mujeres sin hogar, como se han descrito antes, que viven en casas de familiares o amigos, en constante violencia por parte de sus parejas o con orden de desahucio. También se deberían de contar las mujeres que ejercen la prostitución y son obligadas a vivir en lugares específicos.
En el municipio de Bilbao, los actuales datos que ha publicado el Ayuntamiento de Bilbao (2018) sobre la evolución de la demografía total de personas empadronadas en Bilbao son los siguientes: de 346 332 personas empadronadas en Bilbao, 318 723 son españoles y 27 609 extranjeros. En los últimos años, lo más destacado es el descenso del número de población extranjera empadronada. Como se indica, dentro de la población extranjera, la mujer latinoamericana sigue siendo el perfil más empadronado en el municipio, a consecuencia de las necesidades del mercado laboral que existen en Bilbao que son los servicios de cuidados domésticos. En la actualidad, esta estadística, probablemente no recoge todos los datos por diferentes motivos de empadronamiento. Uno de esos motivos, podría ser que desde hace 2 años los criterios de empadronamiento dificultaron su registro y, en consecuencia, hay mucha gente viviendo en Bilbao sin estar empadronada. Esa dificultad se deriva de que en muchos pisos de alquiler negocian con el empadronamiento (se paga más por estar empadronado o se paga por estar empadronado, pero no residir) y con el contrato de alquiler.
Los datos obtenidos son 233 personas encuestadas en el recuento de Personas Sin Hogar en las calles de Bilbao. Se realizó en octubre de 2018 dentro del municipio de Bilbao y el 49,1 % era extranjero, de origen magrebí de 18 a 28 años. Según el Correo Digital (2018), “alerta del incremento de otros perfiles como mujeres, solicitantes de asilo e incluso familias. De hecho, según el Servicio Municipal de Urgencia Social (2018), las familias completas atendidas pasaron de 8 a 125 en tan solo cuatro años”. El periódico afirma que muchos de ellos pernoctan en calle, pero a veces consiguen pensiones o alquilar habitaciones. Analizando estos datos, se puede intuir que habría que sumarles estas personas que, según el informe, no están inscritas en el padrón municipal.
Según la asociación Bizitegi (personal que realiza recuentos de personas extranjeras y asociación sin ánimo de lucro para el apoyo e inserción de personas en situaciones desfavorecidas situada en Bilbao), existe un gran número de jóvenes africanos, sobre todo magrebís, que, ilegalmente, residen en habitaciones sin derecho a empadronamiento (porque viven en la misma habitación varios para pagar entre todos o porque por tener empadronamiento tienen que pagar más), en calle o en albergues sociales. Con base en los datos de la asociación Bizitegi (2019), se ha incremento la inmigración ilegal en Bilbao, "el perfil de persona magrebí de media de edad en 28 años durmiendo en calle, ha aumentado".

#### Reino Unido
Se calcula que en el otoño de 2017, hubo unos 4751 personas sin hogar, de las cuales aproximadamente un 25 % se encuentra en Londres.

### Por características sociodemográficas

#### Principalmente varones
En los países occidentales, la amplia mayoría de las personas en situación de calle son varones (75-80 %), los varones solteros estando particularmente afectados.

#### Jóvenes, nuevo perfil de personas sin hogar
En los años 2004 y 2005 se llevó a cabo un estudio descriptivo de los usuarios del centro de Acogida e Inserción de Alicante, dónde se observa un incremento de la población en el intervalo del año 2003 al 2005 de personas de entre 18 y 30 años.
Durante el año 2004, 1686 personas hicieron uso de algún programa del centro, el 22,5 % de la población eran menores de 30 años de edad. Durante el año 2005 esta cifra se elevó tanto en el número de personas atendidas (1816 individuos) como la cifra de jóvenes menores de 30 años, que asciende al 29,42 %. De estos datos, se observó que prevalecía el sexo masculino sobre el femenino, con una diferencia de un 50 %.
En las entrevistas de corte sanitario que se llevaron a cabo se observaron los siguientes problemas:
- conductas adictivas
- salud mental
- inmigración
- estilos de vida
- familias desestructuradas
- usuario sin redes de apoyo

De una población de 347 personas entrevistadas en consulta de enfermería, el 45,14 % declararon tener problemas de conducta adictiva, y el 42,96 % de esa población eran policonsumidores (consumo combinado de cocaína, opiáceos, benzodiazepinas, cannabis y/o alcohol).
El 15,75 % de los entrevistados tenían algún problema de salud mental diagnosticado.
Solo el 12,63 % solicitaron expresamente ayuda para cambiar sus estilos de vida.
Los datos son similares a los de otros estudios realizados en jóvenes sin hogar (Manolo Romero et al., 2002).

## Salud

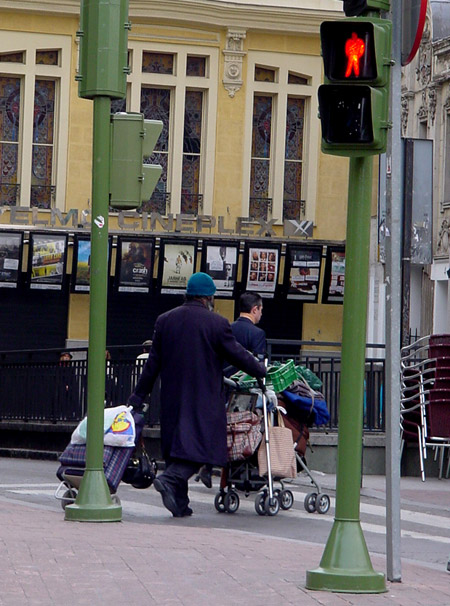
Persona sin hogar con síndrome de Diógenes, en enero de 2006 en Madrid (España).

Un problema habitual entre las personas sin hogar es la farmacodependencia. La adicción a sustancias puede ser causa, pero también puede ser consecuencia de la vida sin techo. La adicción más extendida en este grupo de población es el alcoholismo, pero también pueden darse adicciones a otros tipos de sustancias.
Las condiciones de vida en las que viven pueden generar graves problemas de salud física. Por ejemplo, muchas personas soportan largos periodos de malnutrición, hipotermia, no acuden al médico o no tienen dinero para pagar medicamentos y tampoco cuidan su higiene. Así, existen numerosos problemas dentales, heridas infectadas y enfermedades mal curadas y cronificadas.
Junto a los problemas de salud física, también es habitual la existencia de problemas de salud mental. De igual modo que las adicciones, los problemas de enfermedad mental pueden ser causa o consecuencia de la situación en la que viven las personas sin hogar. La depresión es muy común, pero también hay personas que sufren algún tipo de paranoias, una alta cronificación o institucionalización o el síndrome de Diógenes. Este último probablemente es el más visible, ya que en la memoria de todos encontramos la figura típica de una persona sin hogar que arrastra un carro de la compra cargado con numerosos objetos aparentemente inútiles.
Algunos estudios indican que las personas sin hogar que padecen problemas de salud física o mental tienen menor probabilidad de solicitar las ayudas económicas públicas existentes, y por tanto es más difícil para ellos salir de la situación en la que se encuentran.

### Autopercepción de las enfermedades y automedicación
Sobre el desconocimiento del perfil sanitario de las personas sin hogar y el uso que hacen de los recursos sanitarios se recoge la siguiente información, generada a partir de un estudio realizado en Alicante sobre la automedicación en las personas sin hogar (muestra de 50 personas de edades comprendidas desde los 18 a los 65 años), donde el 32,6 % tomaba, en el momento del estudio, medicación analgésica sin prescripción médica, de los cuales el 86,66 % refería padecer alguna enfermedad que lo necesitara.
Refirieron haber padecido, en algún momento de los últimos tres meses, algunos de los siguientes problemas:
- el 42,6 % había sufrido cefaleas;
- el 46,8 % había sufrido dolor en miembros inferiores;
- el 31,9 % había sufrido dolor en la espalda (lumbalgias y cervicalgias;
- otalgia y dolor en miembros superiores, el 14,9 % cada uno;
- el 12,8 % sufría dolor de pecho;
- el 31,9 % sufrían otro tipo de dolores.

El 53,12 % de la población va al médico para recetar medicación analgésica sin padecer patología alguna que lo requiera.
El 21,3 % sufren dolores a diario y el 14,9 % sufren dolores más de dos días a la semana.
El 34 % de la población nunca acude al médico para que se les recete un medicamento.
En situaciones de dolor, el 63,9 % referían tomar de una a cuatro pastillas al día. Y el 29,78 % de la población no acudían al médico, a pesar de tener un dolor persistente.
El 27,9 % de la población encuestada acude una vez a la semana a la farmacia a comprar medicación, otro 14,9 % acuden una vez al mes.
El 80,9 % de la población refieren no tener dificultad alguna para conseguir la medicación.
El 31,9 % han tomado alguna vez alcohol con los medicamentos, y el 66,66 % de ellos saben que ello podría ser perjudicial para su salud.
Solo el 42,6 % de los encuestados piensan que los medicamentos analgésicos puedan tener efectos secundarios, y el 40,4 % piensan que el abuso puede tener efectos perjudiciales en su cuerpo.
Existen pocos recursos en la actualidad que trabajan con esta población y ninguno de ellos es reconocido como recursos oficiales sanitarios, situación que si se ofrece, por ejemplo, en el Reino Unido (Mistral, 2001), donde la intervención sanitaria en la población sin hogar se da desde el nivel de atención primaria. En el centro de acogida e inserción de personas sin hogar de Alicante se han podido solventar muchos de los problemas mencionados anteriormente, tanto de apoyo a nivel asistencia —comida, alojamiento— como de ayuda íntegra para que las personas puedan salir de esa situación: talleres de empleo, apoyo al tratamiento de las conductas adictivas, talleres individuales y grupales educativos, seguimiento psicológico, social y sanitario, etc.

## Asistencia y reinserción
A través de las instituciones públicas, las organizaciones de beneficencia y las ONG, se han dado muchos tipos de atención a este colectivo:
- atención asistencial: se trata del tipo de ayuda mayoritario y más tradicional; consiste en proveer servicios a las personas sin hogar como duchas públicas, servicios de lavandería, albergues o comedores sociales por precios muy reducidos o gratuitamente; si no se prevén otros tipos de programas, esta ayuda es muy criticada, ya que se piensa que fomenta la dependencia de estas personas en lugar de ayudarles a lograr su recuperación y su posterior reinserción en la sociedad;

- inserción sociolaboral: consiste en ofrecer un acompañamiento a personas que están en situación de exclusión laboral y social, con el objetivo de incorporarse en el mercado laboral; tras unos talleres de formación previa, la inserción se desarrolla dentro de un entorno productivo, con funcionamiento de empresa, que resulta educativo para la persona;

- prensa social: su principal objetivo no es la información, sino convertirse en un recurso para colectivos marginados que evite la mendicidad u otros métodos peores de hacerse con dinero como pueden ser la prostitución, la venta ilegal o los robos; esta prensa es la que vemos distribuirse por la calle y de la que parte del precio de cada ejemplar vendido va destinado al vendedor, que puede ser una persona parada, una persona con alguna adicción en proceso de rehabilitación, una persona sin hogar y —últimamente muy habitual— una persona inmigrante; algunos ejemplos son Milhistorias y la La Farola;

- rutas de calor y café: se trata de salidas nocturnas de voluntarios hacia puntos donde se han localizado previamente a personas sin hogar; el café con leche o el bocadillo que se ofrecen no es más que un pretexto para romper el hielo; el objetivo es romper la incomunicación de la vida de las personas sin hogar y servirles de lazo con los recursos sociales;

- también existen talleres literarios, talleres de interpretación y hasta un campeonato mundial de fútbol calle en el que también ha participado la selección española de personas sin hogar, organizada por la Fundación Rais.

En España, se está consolidando en los últimos años[¿cuándo?] el día 28 de noviembre como el Día de las Personas Sin Hogar. Durante este día se realizan diversas campañas para sensibilizar a la sociedad sobre la situación de estas personas.

## Agresiones
Según datos de HATENTO Observatorio de Delitos de Odio contra Personas sin Hogar, en España el 47 % de las personas sin hogar ha sufrido un delito o incidente de odio. Al no tener familia, relaciones sociales fuertes y atención por parte de la administración, la situación de desamparo es extrema. Por esta razón sufren todo tipo de agresiones, como por ejemplo la agresión física directa. Algunos criminales aprovechan la desprotección que sufren estas personas para robarles y agredirles.
En España, un caso famoso fue el de María del Rosario Endrinal Petit, que murió a los 51 años en un cajero de Barcelona quemada viva a manos de tres jóvenes, uno de ellos menor de edad.

## Actuaciones positivas
El abate Pierre (1912-2007) fue un religioso francés que fundó la Orden de Emaús, dedicada a quienes no tienen hogar.
Las organizaciones Cáritas, FACIAM, fePsh (Federación de Entidades de apoyo a las Personas Sin Hogar), XAPSLL (Xarxa d' atenció a Persones sense llar) y BesteBi (Plataforma por la inclusión social y a favor de las personas sin hogar de Vizcaya) que trabajan a favor de las personas sin hogar impulsaron celebrar cada 27 de noviembre el Día de las Personas sin Hogar con lo que reclaman, con motivo la visibilidad para estas personas.
En el año 2017 actuaron bajo el lema "Por dignidad. Nadie Sin Hogar", lanzando así un el reto de construir un modelo de sociedad diferente, que ponga a las personas y su dignidad en el centro. Destacó la frase de "Hazme visible", ya que para defender la dignidad de las personas sin hogar es reivindicar su visibilidad.
La Declaración Universal de los Derechos Humanos de las Naciones Unidas establece que toda persona tiene derecho a la vivienda. Sin embargo, este derecho está lejos de estar garantizado para muchas personas alrededor del mundo. Según el Alto Comisionado de las Naciones Unidas para los Refugiados (ACNUR), hay aproximadamente 100 millones de personas sin hogar en todo el mundo. Se han realizado esfuerzos para combatir la falta de hogar tanto a nivel nacional como desde los gobiernos locales, a través de programas de vivienda que tienen entre sus objetivos aumentar la estabilidad residencial para las personas sin hogar.
Una revisión sistemática de 43 estudios, realizados la mayoría en Estados Unidos, y el resto en el Reino Unido, Australia, Canadá y Dinamarca, determinó que una variedad de programas de vivienda e intervenciones de manejo de casos parecen reducir la falta de hogar y mejorar la estabilidad de la vivienda, en comparación con los servicios habituales. Entre estas intervenciones están: vales de vivienda, Housing First (“La Vivienda Primero”), tratamientos residenciales, entre otras. Todas ellas parecieran tener efectos beneficiosos similares, por lo que no está claro cuál es las más efectiva. Igualmente, se requiere evidencia de mejor calidad.